# Fortification de l'Arzillier
La fortification de l'Arzillier est une fortification située sur le territoire de la commune vaudoise de Bex, en Suisse. Elle fait partie de l'ensemble des fortifications Dufour qui s'étendent de part et d'autre du Rhône.

## Histoire
Créée en 1831 comme batterie couvrant la sortie de Saint-Maurice et le pont sur le Rhône, la forteresse de l'Arzillier était alors située à côté d'un poste de gendarmerie, lui-même construit une dizaine d'années plus tôt sur la route de Lavey.
Son but, tout comme le reste des fortifications de Saint-Maurice, était à la fois de protéger le pont (alors premier ouvrage permettant de traverser le Rhône depuis le lac Léman) et de montrer aux voyageurs empruntant la route reliant Milan à Paris via Saint-Maurice la volonté de la Suisse de défendre son territoire.
Laissée progressivement à l'abandon au cours du XXe siècle, la forteresse a été restaurée et mise en valeur. Elle est aujourd'hui inscrite comme bien culturel suisse d'importance nationale.